# Le Flic de Shanghaï
 (février 2023).
Si vous disposez d'ouvrages ou d'articles de référence ou si vous connaissez des sites web de qualité traitant du thème abordé ici, merci de compléter l'article en donnant les références utiles à sa vérifiabilité et en les liant à la section « Notes et références ».
Le Flic de Shanghaï (Martial Law) est une série télévisée américaine en 44 épisodes de 43 minutes, créée par Carlton Cuse, et diffusée entre le 26 septembre 1998 et le 13 mai 2000 sur CBS.
En France, la série a été diffusée du 4 octobre 1999 au 22 février 2001 sur M6 (initialement sur la case de 18h20 puis sur la case de 17h50) puis rediffusée sur Série Club, TF6, W9 et depuis le 29 avril 2013 sur 6ter et dès le 3 juin 2013 sur Paris Première. En Suisse la série a été diffusée sur TSR1 à partir de fin septembre 1999 en Belgique la série a été diffusée à partir de début octobre 1998 sur RTL-TVI, Club RTL et à partir de février 2004 sur Plug TV et en Lorraine la série a été diffusée à partir de fin octobre 1998 sur RTL9 pour la saison 1 (10 épisodes).

## Synopsis
Policier à Shanghaï, Sammo Law est un spécialiste des arts martiaux. Il rejoint la police de Los Angeles pour retrouver un dangereux criminel chinois. Sa mission s'éternise et il résout de nombreuses affaires, avec l'aide de ses coéquipiers Malone, Dickson et Parker.

## Distribution

### Acteurs principaux
- Sammo Hung Kam-Bo (VF : Jean-Pierre Rigaux) : Sammo Law, policier à Shanghai expert en arts martiaux.
- Arsenio Hall (VF : Pascal Légitimus) : Terrell Parker
- Kelly Hu (VF : Ivana Coppola) : Grace Chen Pei Pei, meilleure élève de Sammo
- Tom Wright (en) (VF : Thierry Desroses) : le capitaine Benjamin Winship (saison 1)
- Louis Mandylor (VF : Emmanuel Karsen) : Louis Malone (saison 1)
- Tammy Lauren (VF : Brigitte Berges) : Dana Dickson (saison 1)
- Julia Campbell (VF : Véronique Alycia) : Melanie George (saison 1)
- Gretchen Egolf (VF : Dominique Vallée) : Amy Dylan, nouvelle capitaine (saison 2)

### Acteurs célèbres invités
- Tzi Ma : Lee Hei (saison 1 : épisodes 1, 2 et 12)
- Brian Van Holt : Lance Carter (saison 1 : épisode 3)
- George Cheung : Wu Feng (saison 1 : épisode 8)
- James Hong : Chang Yen / Weng Chu (saison 1 : épisode 12 / saison 2 : épisodes 21 et 22)
- John Hawkes : Jake Simms (saison 1 : épisode 13)
- Mako : Master Reng (saison 1 : épisodes 20 et 21)
- Jude Ciccolella : Edwin Packard (saison 2 : épisode 4)
- Mark Dacascos : Steven Garth (saison 2 : épisode 5)
- Tim Curry : The One (voix) (saison 2 : épisodes 12, 17 et 18)
- Mario Van Peebles : Jake Cord (saison 2 : épisode 15)
- Chuck Norris (VF : Bernard Tiphaine) : Cordell Walker (saison 2 : épisode 16)
- David Keith : Cliff Eagleton (saison 2 : épisode 16)
- Neal McDonough : Kyle Strode (saison 2 : épisodes 17, 18 et 20)
- Sung Kang : Shian (saison 2 : épisodes 20, 21 et 22)

## Épisodes

### Première saison (1998-1999)
| N° | #  | Titre                                     | Réalisation            | Scénario                                | Première diffusion             | Première diffusion sur M6  |
| --- | -- | ----------------------------------------- | ---------------------- | --------------------------------------- | ------------------------------ | -------------------------- |
| 01 | 01 | Un chinois à Los Angeles Shanghai Express | Stanley Tong           | Carlton Cuse                            | États-Unis : 26 septembre 1998 | France : 4 octobre 1999    |
| Sammo se rend dans un garage chinois à Shanghai dans le but d'obtenir des renseignements sur un certain Lee Hei. Le policier va avoir ce qu'il est venu chercher après s'être battu prodigieusement avec les employés peu coopératifs. Lee Hei serait en Amérique (plus précisément à Los Angeles). Sammo part donc à sa poursuite en intégrant la police de la ville. Il fait connaissance avec le commissaire, Dana et Louis. On apprend qu'il vient aussi car une son élève Pei Pei est dans une mission risquée. Après une enquête poussée, ils finissent par apercevoir Lee Hei en compagnie de Pei Pei qui a attaqué Dana. |    |                                           |                        |                                         |                                |                            |
| 02 | 02 | Tout doit disparaître Diamond Fever       | Rick Wallace           | Rick Husky                              | États-Unis : 3 octobre 1998    | France : 5 octobre 1999    |
| Alors que Lei Hei a un rendez-vous d'affaire illégal avec Fabian, le policier s'infiltre en secret dans le restaurant. Sammo est découvert à cause de son téléphone qui sonne. Il est conduit à Lee Hei qui souhaite évaluer la loyauté de Pei Pei en lui confiant l'arme qui doit tuer leur ennemi en commun. L'affaire serait la production ainsi que la vente de faux diamants dissimulés dans des voitures. |    |                                           |                        |                                         |                                |                            |
| 03 | 03 | Ultimes Combats Dead Ringers              | Whitney Ransick        | Alfred Gough Miles Millar Carlton Cuse  | États-Unis : 10 octobre 1998   | France : 6 octobre 1999    |
| Pei Pei entre dans l'équipe formée autour de Sammo. La police soupçonne Grabriella, la patronne de lutteurs, de les droguer. Louis s'infiltre dans le business en tant que lutteur. Son adversaire décède durant le match. |    |                                           |                        |                                         |                                |                            |
| 04 | 04 | Monnaie de singe Funny Money              | Deran Sarafian         | Pam Veasey                              | États-Unis : 17 octobre 1998   | France : 7 octobre 1999    |
| La police déguisée met en état d'arrestation Tony, malfaiteur mêler à de faux billets. Un de ses associés est chargé de l'abattre avant qu'il ne parle durant un interrogatoire. Louis tire sur le nettoyeur. Quant à Tony, il est dans le coma à l'hôpital. On peut retenter de le tuer à tout moment. Une femme s'est échappée durant le premier assaut de la police. |    |                                           |                        |                                         |                                |                            |
| 05 | 05 | Les Justiciers Cop Out                    | Whitney Ransick        | Alfred Gough Miles Millar               | États-Unis : 24 octobre 1998   | France : 8 octobre 1999    |
| Une voiture de police et Sammo poursuivent un individu armé. Dans une ultime bagarre, l'homme tombe du toit d'un parking à étages. On apprend que c'est l'ex-mari de Dana. Ceci était simplement une supercherie afin de pénétrer dans le cercle fermé de policiers se croyant au-dessus des lois en vigueur. |    |                                           |                        |                                         |                                |                            |
| 06 | 06 | Mesures d'urgence Extreme Measures        | David Carson           | Carlton Cuse Josh Appelbaum André Nemec | États-Unis : 31 octobre 1998   | France : 11 octobre 1999   |
| Carole Shot, une adjointe du procureur, est retrouvée sans vie dans son appartement alors qu'elle revenait d'un dîner en ville. Le cambriolage n'était pas habituel. Les intrus cherchaient quelque chose en particulier chez elle. |    |                                           |                        |                                         |                                |                            |
| 07 | 07 | La République de la liberté Trackdown     | Greg Beeman            | Rick Husky                              | États-Unis : 7 novembre 1998   | France : 12 octobre 1999   |
| Sammo passe un examen de conduite qui est perturbé par l'attaque contre un convoyeur de fonds. Ce serait la deuxième fois du mois. La police a pour indice un tatouage qui appartient à un gang « la République de la liberté ». |    |                                           |                        |                                         |                                |                            |
| 08 | 08 | Cuisine à haut risque Take Out            | John T. Kretchmer      | Patty Lin                               | États-Unis : 14 novembre 1998  | France : 13 octobre 1999   |
| Sammo veut faire goûter une de ses spécialités qu'il a préparé à Grace dans un restaurant chinois, « Le Silver Pond », dont Sammo connaît les propriétaires (le père et sa fille) de longue date. Après le départ de Grace, un employé accuse un homme d'avoir mis un produit non identifié dans un plat. L'ambiance dégénère vite dès ce moment-là. La fille retrouve son père qui a fait une crise cardiaque en cuisine. |    |                                           |                        |                                         |                                |                            |
| 09 | 09 | La Dette How Sammo Got His Groove Back    | Larry Shaw             | Russel Friend Garrett Lerner            | États-Unis : 21 novembre 1998  | France : 14 octobre 1999   |
| |    |                                           |                        |                                         |                                |                            |
| 10 | 10 | Les Ninjas Bad Seed                       | Jesús Salvador Treviño | Brian Fuld                              | États-Unis : 12 décembre 1998  | France : 15 octobre 1999   |
| Henry, le frère du commissaire Benjamin, organise une réception chez lui (dans sa villa moderne). Celle-ci est perturbée par l'arrivée d'un groupe de motards habillés en ninja. Les invités sont confrontés à un hold up. Henry démasque une des personnes qu'il reconnaît immédiatement. Louis et Sammo y retrouvent Terell (un nouveau venu dans leur unité), Grace et leur commissaire. |    |                                           |                        |                                         |                                |                            |
| 11 | 11 | Derrière les barreaux Lock-Up             | John Tiffin Patterson  | Kevin Murphy (en)                       | États-Unis : 19 décembre 1998  | France : 18 octobre 1999   |
| La police de Los Angeles s’intéresse à un réseau d'armes organisé par le détenu Carl depuis sa prison et sa petite-amie Anette Delgado qui gère un club de striptease. Sammo et Terell se rendent à la prison en tant que détenus afin de mettre au jour l'étendue du trafic. Sammo se lie d'amitié avec un prisonnier asiatique qui dit avoir subi une erreur judiciaire depuis 30 ans. |    |                                           |                        |                                         |                                |                            |
| 12 | 12 | Le Maître du déguisement Painted Faces    | Whitney Ransick        | Alfred Gough Miles Millar               | États-Unis : 9 janvier 1999    | France : 19 octobre 1999   |
| |    |                                           |                        |                                         |                                |                            |
| 13 | 13 | Un prof pas comme les autres Substitutes  | DJ Caruso              | Patty Lin                               | États-Unis : 23 janvier 1999   | France : 20 octobre 1999   |
| |    |                                           |                        |                                         |                                |                            |
| 14 | 14 | Espèces en danger Wild Life               | Whitney Ransick        | Russel Friend Garrett Lerner            | États-Unis : 6 février 1999    | France : 21 octobre 1999   |
| Un inspecteur des douanes corrompu ferme les yeux sur le passage en douce de caisses provenant de l'étranger. Sammo et Grace y découvrent à l'intérieur de l'une d'elles deux petits singes. |    |                                           |                        |                                         |                                |                            |
| 15 | 15 | L'Évasion Breakout                        | Deran Sarafian         | Randy Feldman                           | États-Unis : 13 février 1999   | France : 22 octobre 1999   |
| Terell et Sammo se baladent en voiture lorsqu'ils reçoivent un appel urgent au sujet d'une tentative d'évasion de prisonniers qui nettoyaient à l'air libre un mur de ses graffitis. Une fois sur place, ils stoppent l'émeute. L'un d'eux parvient tout de même à s'enfuir, narguant les policiers au passage. |    |                                           |                        |                                         |                                |                            |
| 16 | 16 | Trafic Captive Hearts                     | Michael Lange          | Del Shores                              | États-Unis : 20 février 1999   | France : 25 octobre 1999   |
| |    |                                           |                        |                                         |                                |                            |
| 17 | 17 | Tiercé perdant Trifecta                   | Greg Beeman            | Pam Veasey Mark Haskell Smith           | États-Unis : 27 février 1999   | France : 26 octobre 1999   |
| |    |                                           |                        |                                         |                                |                            |
| 18 | 18 | Méthodes musclées Big Trouble             | Jack Clements          | Alfred Gough Miles Millar               | États-Unis : 20 mars 1999      | France : 27 octobre 1999   |
| Sammo a commandé de belles oranges qu'il souhaite envoyer à son Maître en Chine. Terell et le policier chinois vont voir le beau-père de Terell (Ralph). Un camion de livraison et son chauffeur sont victimes d'une attaque par des individus ayant des battes de baseball qu'ils n'hésitent pas à utiliser. |    |                                           |                        |                                         |                                |                            |
| 19 | 19 | La Grosse Artillerie Nitro Man            | Greg Beeman            | Russel Friend Garrett Lerner            | États-Unis : 27 mars 1999      | France : 28 octobre 1999   |
| |    |                                           |                        |                                         |                                |                            |
| 20 | 20 | Tempête rouge Red Storm                   | Greg Yaitanes          | Mark Verheiden                          | États-Unis : 24 avril 1999     | France : 29 octobre 1999   |
| Terell et Sammo sont à l'aéroport. Le Maître du Chinois est venu après un long voyage visiblement éprouvant. Sammo remarque un échange de mallette ainsi qu'un homme dissimulant une arme sous sa veste. Le duo les prend en filature laissant temporairement le Maître. La bagarre commence quand un policier de l'aéroport intervient pour les contrôler. |    |                                           |                        |                                         |                                |                            |
| 21 | 21 | Requiem                                   | Greg Beeman            | Pam Veasey Del Shores                   | États-Unis : 1er mai 1999      | France : 1er novembre 1999 |
| Louis, Terell et Sammo lavent des voitures sous couverture. Un échange d'opium est déjoué. Terell et Louis se mesurent tous les deux à une femme asiatique redoutable Lin Pei Shin. D'après Maitre Reg, elle serait la fille d'une ancienne connaissance de Sammo et Grace. |    |                                           |                        |                                         |                                |                            |
| 22 | 22 | Fin de partie End Game                    | Michael Lange          | Jim Kramer Mark Haskell Smith           | États-Unis : 8 mai 1999        | France : 2 novembre 1999   |
| Lee Hei a assassiné Maître Reg sous les yeux de Sammo dans l'épisode précédent. Un camion blindé contenant des kilos d'opium est victime d'une attaque surprise par un commando expérimenté dont Lee Hei fait partie. Sammo sait déjà qui a fait le coup. Il est prêt à tout pour l'arrêter même s'il doit le chercher en plein ciel à bord d'un hélicoptère. Une enquête est ouverte au sujet des méthodes utilisées de la Police Los Angeles. Lee Hei blesse le commissaire Benjamin avec son arme à feu alors que le policier essayait de l'empêcher de s'enfuir.                                                             |    |                                           |                        |                                         |                                |                            |

### Deuxième saison (1999-2000)
| N° | #  | Titre                                                          | Réalisation          | Scénario                                | Première diffusion             | Première diffusion sur M6 |
| --- | -- | -------------------------------------------------------------- | -------------------- | --------------------------------------- | ------------------------------ | ------------------------- |
| 23 | 01 | Sammo prêt à exploser Sammo Blammo                             | Joe Napolitano       | Lee Goldberg&William Rabkin             | États-Unis : 25 septembre 1999 | France : 24 janvier 2001  |
| Sammo et Terrell se trouvent dans une raffinerie qui risque d'exploser à tout moment et sont confrontés à une femme. Il s'agit de l'inspecteur de la brigade antiterroriste Amy Dylan qui ne les trouve pas trop professionnels à son goût. Ils essayent de stopper les malfrats mais une bombe est enclenchée par l'un d'eux. Sammo aide son coéquipier qui est en très mauvaise posture. Terell et Grace apprennent qu'Amy Dylan prend la direction du commissariat. Sammo quant à lui est enlevé. Il se réveille dans une voiture inconnue avec un inquiétant gilet explosif. |    |                                                                |                      |                                         |                                |                           |
| 24 | 02 | À voleur, voleur et demi Thieves Among Thieves                 | Oley Sassone         | Lisa Klink                              | États-Unis : 2 octobre 1999    | France : 25 janvier 2001  |
| Sammo et Terrell sont sous couverture pour attraper un voleur de bijoux. |    |                                                                |                      |                                         |                                |                           |
| 25 | 03 | Le tireur qui tombe à pic This Shogun for Hire                 | Stanley Tong         | J. Larry Carroll & David Bennett Caren  | États-Unis : 9 octobre 1999    | France : 26 janvier 2001  |
| Un assassin japonais est embauché par un trafiquant de drogue pour tuer un fonctionnaire d’État. |    |                                                                |                      |                                         |                                |                           |
| 26 | 04 | 24 Heures 24 Hours                                             | Bruce Seth Green     | Gene F. O'Neill & Noreen Tobin          | États-Unis : 16 octobre 1999   | France : 29 janvier 2001  |
| Un prisonnier a reçu une permission pour assister au funérailles de ses sœurs et Sammo et Terrell sont assignés comme « babysiter ». |    |                                                                |                      |                                         |                                |                           |
| 27 | 05 | Détournement de fonds 90 Million Reasons to Die                | Stanley Tong         | Jacquelyn Blain                         | États-Unis : 23 octobre 1999   | France : 30 janvier 2001  |
| Sammo est enlevé après que 6 millions $ USD ont été mystérieusement déposés sur son compte bancaire. |    |                                                                |                      |                                         |                                |                           |
| 28 | 06 | Double jeu My Man Sammo                                        | Ron Satlof           | Jacquelyn Blain                         | États-Unis : 30 octobre 1999   | France : 31 janvier 2001  |
| Sammo et Terrell arrêtent quelques dealer d’armes, accidentellement ils gâchent une enquête d’Interpol. |    |                                                                |                      |                                         |                                |                           |
| 29 | 07 | Cieux inamicaux The Friendly Skies                             | Bruce Seth Green     | Lysa Klink                              | États-Unis : 6 novembre 1999   | France : 1er février 2001 |
| Grace et Terrell escortent des prisonniers vers une prison de haute sécurité. Un garde sort une arme et les obligent de libérer les prisonniers. |    |                                                                |                      |                                         |                                |                           |
| 30 | 08 | Espion, réveille-toi Call of the Wild                          | Max Tash             | David Bennett Carren & J. Larry Carroll | États-Unis : 13 novembre 1999  | France : 2 février 2001   |
| Un homme maniéré tue un homme dans un bureau. Sammo le rattrape, et a les mêmes compétences en arts martiaux de Sammo. Sa femme dit qu'il ne connaissait même pas les arts martiaux. |    |                                                                |                      |                                         |                                |                           |
| 31 | 09 | Virus mortel Blue flu                                          | Oley Sassone         | Gene O'Neill & Noreen Tobin             | États-Unis : 20 novembre 1999  | France : 5 février 2001   |
| Le commissariat de police est en quarantaine après que quelqu’un a libéré un virus. |    |                                                                |                      |                                         |                                |                           |
| 32 | 10 | Sammo Père Noël Sammo Claus                                    | Max Tash             | Lisa Klink                              | États-Unis : 18 décembre 1999  | France : 6 février 2001   |
| Des voleurs habillés en Père noël volent dans un magasin de jouet. |    |                                                                |                      |                                         |                                |                           |
| 33 | 11 | Pas de quartier No Quarter                                     | Ron Satlof           | Paul Berbanaum                          | États-Unis : 8 janvier 2000    | France : 7 février 2001   |
| Une guerre de gangs éclate à Los Angeles contre le projet d'un gangster de faire venir une équipe de footballeurs professionnels à Los Angeles. Comme cela ne suffisait pas, Sammo, Terrell et Amy sont rétrogradés par un conseiller corrompu pour les tenir à l'écart du chemin, qui tente en réalité de prendre le contrôle de cette équipe de football pour lui-même et commet une arnaque avec des parcmètres gagner assez d’argent pour le faire. |    |                                                                |                      |                                         |                                |                           |
| 34 | 12 | Sammo contre Scorpio Scorpio Rising                            | Bruce Seth Green     | Michael Gleason                         | États-Unis : 15 janvier 2000   | France : 8 février 2001   |
| Une organisation criminelle connue comme Scorpio menacent des cadres de plusieurs entreprises |    |                                                                |                      |                                         |                                |                           |
| 35 | 13 | Congé forcé No Fare                                            | Chuck Bowman         | Paul Berbaum                            | États-Unis : 22 janvier 2000   | France : 9 février 2001   |
| Sammo devient fou quand on lui dit de prendre une semaine de congé et propose de conduire le taxi de son voisin. Le reste de l'équipe est à la recherche d'un voleur de bijoux et d'un tueur d'un marin biologiste |    |                                                                |                      |                                         |                                |                           |
| 36 | 14 | Un après-midi de chien Dog Day Afternoon                       | Bruce Seth Green     | Jaquelyn Blain                          | États-Unis : 5 février 2000    | France : 12 février 2001  |
| Sammo prend soin d’un chien après que son maître ait été tué. |    |                                                                |                      |                                         |                                |                           |
| 37 | 15 | C’est pas du cinéma ! Deathfist 5 : Major Crimes Unit          | Terrence O’Hara      | Lisa Klink                              | États-Unis : 12 février 2000   | France : 13 février 2001  |
| Une célébrité de films d’action veut suivre Sammo etTerell pour faire son prochain film plus authentique. Quelqu’un met le feu à la maison d’un juge. |    |                                                                |                      |                                         |                                |                           |
| 38 | 16 | Sammo, Texas Ranger -1re partie Honor Among Strangers - Part 1 | Christian I.Nirby II | J. Larry Carroll & David Bennett Carren | États-Unis : 19 février 2000   | France : 14 février 2001  |
| Un groupe de militaires équipés de gilets pare-balles attaquent une banque avec des armes automatiques que l’armée avait censée réformés par un suprémaciste blanc nommé Cliff Eagleton. Tandis que Grace et Terrell vont en couverture proche de la base militaire pour traquer les armes volées et trouver qui parmi le personnel est impliqué avec Eagleton. Sammo rencontre un Texas Ranger nommé Cordell Walker qui est venu à L.A. pour attraper Eagleton pour l’assassinat d’un autre Texas Ranger, et ils découvrent bientôt qu’Eagleton a l'intention d'utiliser des missiles Stinger volés pour cibler des entreprises étrangères à Los Angeles. (2e partie diffusée dans l'épisode 17 de la saison 8 de Walker, Texas Ranger nommée Le Grand Nettoyage (The Day of Cleansing) diffusé sur TF1 le 11 février 2001. |    |                                                                |                      |                                         |                                |                           |
| 39 | 17 | Chute libre Freefall                                           | Oley Sassone         | Lee Goldberg & William Rabkin           | États-Unis : 26 février 2000   | France : 15 février 2001  |
| Un satellite espion s’écrase dans le centre de Los Angeles. |    |                                                                |                      |                                         |                                |                           |
| 40 | 18 | Peur de rien The Thrill Is Gone                                | Chuck Bowman         | Michael Gleason                         | États-Unis : 11 mars 2000      | France : 16 février 2001  |
| Un concepteur de drogue appelé Thrill frappe les rues de Los Angeles. |    |                                                                |                      |                                         |                                |                           |
| 41 | 19 | Une affaire de coeur Heartless                                 | Ron Satlof           | David Ehrmann                           | États-Unis : 22 avril 2000     | France : 19 février 2001  |
| La fille du Gouverneur est dans un hôpital en attendant une transplantation cardiaque. Le cœur qu’elle attend est volé quand une ambulance est attaquée. |    |                                                                |                      |                                         |                                |                           |
| 42 | 20 | Arme fatale In the Dark                                        | Max Tash             | David Ehrmann                           | États-Unis : 29 avril 2000     | France : 20 février 2001  |
| L’organisation internationale Scorpio essaye de libérer un de ses membres qui est en prison. |    |                                                                |                      |                                         |                                |                           |
| 43 | 21 | Ultime conflit - 1re partie Final Conflict (Part 1)            | Oley Sassone         | Paul Bernbaum                           | États-Unis : 6 mai 2000        | France : 21 février 2001  |
| Le MCU découvre que Scorpio a une rancune contre Sammo. Scorpio enlève Amy et son fiancé et les ensevelissent vivant dans une limousine, blesse Terell et enlève Grace. |    |                                                                |                      |                                         |                                |                           |
| 44 | 22 | Ultime conflit – 2e partie (Final Conflict - Part 2            | Oley Sassone         | Lee Goldberg & William Rabkin           | États-Unis : 13 mai 2000       | France : 22 février 2001  |
| Scorpio planifie un crash d’un avion au hasard. Shian le Fils de Sammo est impliqué. Sammo réussit à rallier son fils de son côté pour déjouer le plan de Scorpio. Après avoir réussi à mettre Scorpio hors d'état de nuire, Sammo décide de repartir avec son fils à Shanghaï pour une durée indéterminée. |    |                                                                |                      |                                         |                                |                           |

## Commentaires
- Le rôle principal de cette série, tenu par Sammo Hung, avait originellement été proposé à Jackie Chan, son ami d'enfance, qui aurait refusé l'offre pour ne pas s'enfermer dans le rôle de policier chinois aux États-Unis. En effet, celui-ci venait juste de jouer dans Rush Hour qui avait rencontré un grand succès. Dans un des épisodes de la série, Sammo fait d'ailleurs référence à ce film en passant devant un cinéma au volant de sa mythique voiture bleue affichant le film de son ami Jackie.
- Quelques acteurs connus font des apparitions durant la deuxième saison : on peut notamment voir Tzi Ma, David Keith, Chuck Norris (ces deux derniers jouant ensemble dans l'épisode 16, épisode cross-over avec la série Walker, Texas Ranger), Neal McDonough dans le rôle d'un organisateur de combats clandestins à la fin de la saison 2, ainsi que Sung Kang dans le rôle du fils de Sammo dans les deux derniers épisodes.
- La série a eu deux crossover. Dans le premier, Sammo fait une apparition dans l'épisode 17 de la saison 8 de Walker, Texas Ranger nommé Le Grand Nettoyage (The Day of Cleansing). Sammo fait ensuite une apparition dans la série Demain à la une dans l'épisode 22 de la saison 3 intitulé Le flic de Shanghaï... à Chicago.
- Durant les premiers épisodes le casting est complémenté par Tammy Lauren. C'était d'ailleurs elle la star féminine, alors que Kelly Hu était assez peu exploitée. Le personnage de Dana disparaît ensuite de la série, et dès le sixième épisode son nom ne figure même plus au générique. Au début de cet épisode, le départ de Dana est très brièvement expliqué : "Elle est partie rejoindre sa mère malade et est devenue shérif dans une petite ville". Kelly Hu prend ensuite beaucoup plus d'importance dans la série.
- De nouveaux producteurs reprennent la série pour la saison 2 et ne tiennent pas compte de l'arc narratif de la saison 1. Le personnage de Louis Malone (Louis Mandylor) est donc supprimé, considéré comme inutile depuis l'arrivée de Arsenio Hall. Le personnage du Capitaine Benjamin Winship, jugé beaucoup trop classique par les nouveaux producteurs, est remplacé par le Capitaine Amy Dylan, bien plus exploitée que Winship. Elle n'hésite pas à contourner la loi voire à la bafouer pour une plus grande efficacité de son service. Malgré les retours positifs sur ce personnage, les spectateurs ont été déconcertés par ce brusque renouvellement du casting, et leur ont donné l'impression de regarder une nouvelle série, et non pas une 2e saison.
- Une troisième saison était envisagée, mais l'acteur Sammo Hung a affirmé qu'il acceptait de signer pour une troisième saison à condition d'avoir un strict droit de regard sur les scripts des scénarios, affirmant que le nouveau scénariste que CBS avait assigné à la série pour la deuxième saison ne faisait de lui rien d'autre qu'une machine de combat [2]. Suite à cela la chaine CBS a refusé la demande de Sammo Hung et a décidé de mettre fin à la série. Un article du magazine Black Belt mentionne qu'en raison du coût de production de 2 millions de dollars par épisode, la série a été annulée[3].